# Canon EOS 90D
Die Canon EOS 90D ist eine digitale Spiegelreflexkamera des japanischen Herstellers Canon, die im September 2019 in den Markt eingeführt wurde.

## Technische Merkmale
Die Kamera verfügt über einen 32,5-Megapixel-CMOS-Bildsensor (mit 6.960 × 4.640 Pixeln) im APS-C-Format und hat im Weiteren folgende technische Merkmale:
- Aufnahme von Videos mit bis zu 29,97 Bildern pro Sekunde in 4k oder 119,88 Bildern pro Sekunde in Full-HD-Auflösung
- Serienaufnahmen mit zehn Bildern pro Sekunde
- DIGIC-8-Prozessor
- Staub-/Spritzwasserschutz im Gehäuse

Die Kamera ist im europäischen Vertrieb als Einzelgehäuse sowie in zwei Paketen (Kits) mit den für die geräuschlose Fokussierung bei Videoaufnahmen optimierten Objektiven EF-S 18-55mm f/3.5-5.6 IS STM bzw. EF-S 18-135 mm f/3.5-5.6 IS USM erhältlich.
- GPS = über externe Geräte oder Smartphone abrufbar. Die GPS-Koordinaten werden in den Bild-Metadaten angezeigt (kein integriertes GPS in der Kamera)

## Auszeichnungen
Das Kameragehäuse wurde 2020 von der Technical Image Press Association (TIPA) als bestes fortgeschrittenes APS-C Spiegelreflexkameragehäuse ausgezeichnet.

## Besonderheiten und Nachfolger
Die EOS 90D ist die erste Canon APS-C Kamera, welche 4k in 30 Bildern pro Sekunde ohne Crop aufzeichnen kann.
Die Kamera ist die letzte DSLR der EOS X0D-Serie, welche 2003 mit der EOS 10D begonnen hatte. Ihre Nachfolger sind die EOS R7 und EOS R10, beides spiegellose APS-C Kameras mit dem Canon RF/RF-S Bajonett.